# Kościół Narodzenia Najświętszej Maryi Panny w Kandytach
Kościół Narodzenia Najświętszej Maryi Panny w Kandytach – katolicki kościół parafialny zlokalizowany we wsi Kandyty (powiat bartoszycki, województwo warmińsko-mazurskie).

## Historia i architektura

### Pierwszy kościół
Pierwszy kościół katolicki we wsi powstał około 1350 w miejscu, gdzie stoi obecny. Legenda mówi, że Krzyżacy, budując świątynię na dawnym pruskim polu grzebalnym, do konstrukcji podbudówki użyli kamieni z mogił. W 1414 spalili ją rycerze polscy, ale została odbudowana w 1475, zyskując nietypową formę cebulastej kopuły. 

### Obecny kościół

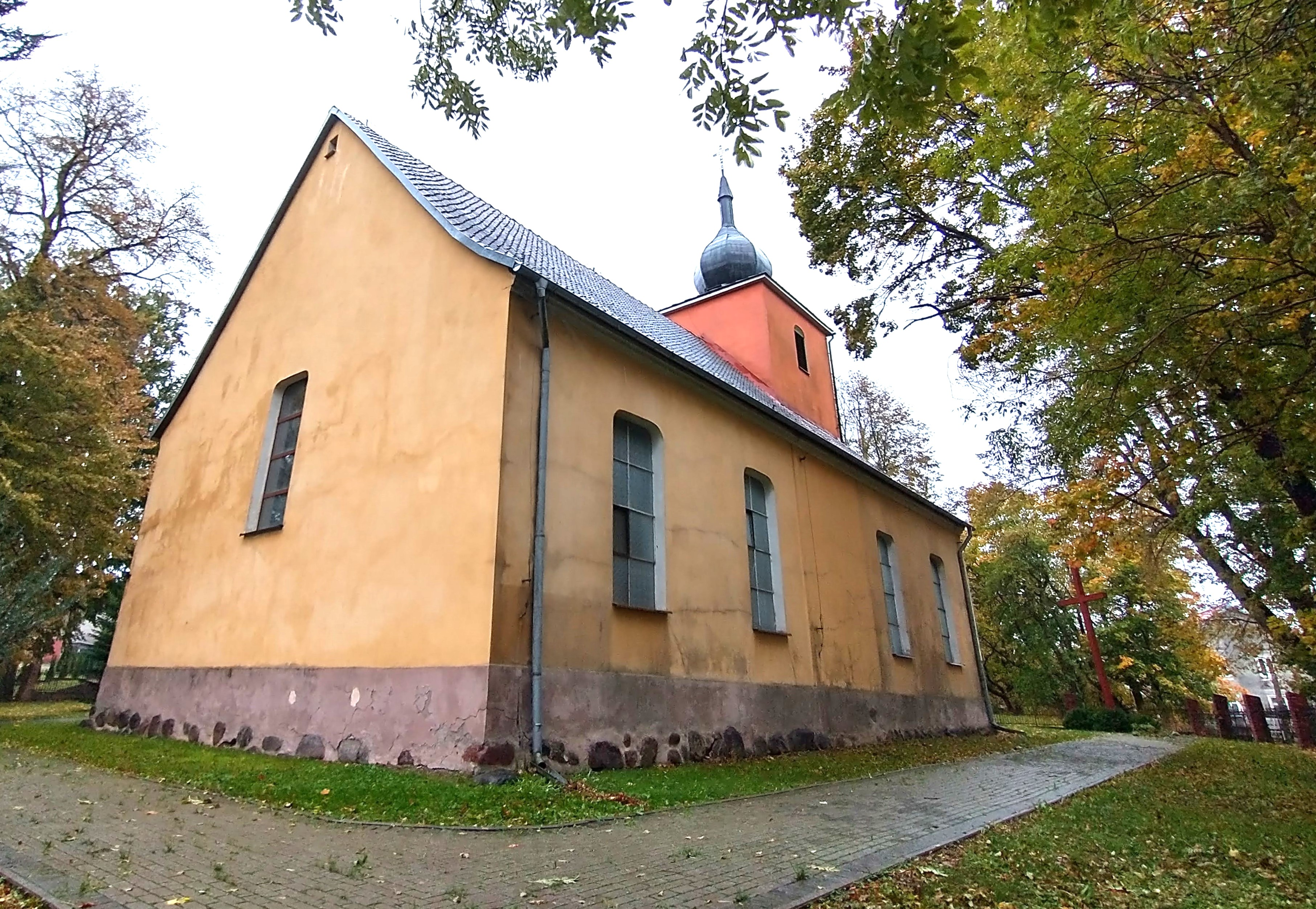
Widok od strony prezbiterium

W 1575 ewangelicy wznieśli na miejscu poprzedniego, zrujnowanego kościoła nowy, obecny. Był remontowany w latach 1749–1760, otrzymując m.in. nowe dzwony. W 1945 został zniszczony. Odbudowano go z ruin rękami katolików w latach 1979–1982 pod wezwaniem Najświętszej Marii Panny (w latach 50. XX wieku na potrzeby liturgiczne zaadaptowano lokalną plebanię). Jest to kościół orientowany, murowany z cegły na kamiennej podmurówce, salowy, z wieżą od zachodu wciągniętą w obręb nawy oraz z kruchtą od strony południowej.
Według Karla Müllera ("Aus einer alten Kirchenregistratur", 1912) biskup ewangelicki Filemon Heshus ustanowił dla kościoła w Kandytach następujący porządek nabożeństw: "każdorazowy proboszcz winien znać jednakowo język polski i niemiecki. Wszystkie nabożeństwa, tak niedzielne jak świąteczne, winny być odprawiane najpierw po polsku, następnie po niemiecku, przy czym ewangelie oraz katechizm należy czytać ludowi z drukowanych tablic wyraźnie i powoli, osobno Polakom i osobno Niemcom”.
Parafię katolicką przy kościele erygowano w 1958, zaś kanonicznie ustanowiono w 1962. W latach 1954–1955 w kaplicy na plebanii nabożeństwa odprawiał ksiądz birytualista (greckokatolicki przeszkolony do liturgii rzymskiej). Był on często znieważany i poniżany. Kilkakrotnie jego rzeczy osobiste wyrzucono z mieszkania, a zdarzały się też przypadki pobicia, na tyle poważne, że trafiał do szpitala.
W 2012 (na jubileusz 50-lecia parafii oraz 30. rocznicę konsekracji kościoła) świątynię odmalowano, a wokół niej ułożono bruk betonowy.